# 羽安駅
1. 廃線前の駅舎外観
2. 日野北バイパス開通後の跡地

羽安駅（はやすえき）は、かつて兵庫県西脇市羽安町にあった西日本旅客鉄道（JR西日本）鍛冶屋線の駅である。

## 歴史
駅のあった場所の地名はもともと羽山であった。杉原川を渡って北側にある多可郡中町（現：多可町）の安田地区と合わせて安田郷と呼ばれていた。鉄道が建設される際に羽山と安田の間で駅の取り合いになり、羽山側に建設されるが駅名は安田口と一旦は決定された。実際に切符の印刷までされていたが、羽山側の反発を受けて両者の地名から1文字ずつ取って「羽安」という名前に決まった。1952年（昭和27年）に合併により西脇市となった際に、町名を駅名に合わせて羽安町としている。

### 年表
- 1923年（大正12年）
  - 5月6日：播州鉄道の羽安停留場として開業[1]。旅客駅[1]。
  - 12月21日：播丹鉄道に譲渡。
- 1943年（昭和18年）6月1日：播丹鉄道が国有化、鉄道省鍛冶屋線の羽安駅となる[1]。同時に貨物の取扱いを開始（一般駅となる）[1]。
- 1959年（昭和34年）8月20日：貨物の取扱いを廃止（旅客駅に戻る）[1]。
- 1973年（昭和48年）10月1日：荷物の取扱いを廃止[3]。無人駅となる[4]。
- 1987年（昭和62年）4月1日：国鉄分割民営化により、JR西日本の駅となる[1]。
- 1990年（平成2年）4月1日： 鍛冶屋線廃線に伴い廃止[1]。

## 駅構造
単式ホーム1面1線のみを有していた地上駅。古い木造駅舎があった。

## 駅周辺
- 大将軍神社
- 兵庫県道296号中安田市原線 日野北バイパス[5]
- 旧兵庫県道296号中安田市原線
- ウイング神姫「羽安」停留所 - 旧兵庫県道296号線沿い
- アカ山 - 標高147 m[6]
  - 道ノ上古墳 - アカ山の山頂にある古墳[6]。
- 杉原川

## 現状

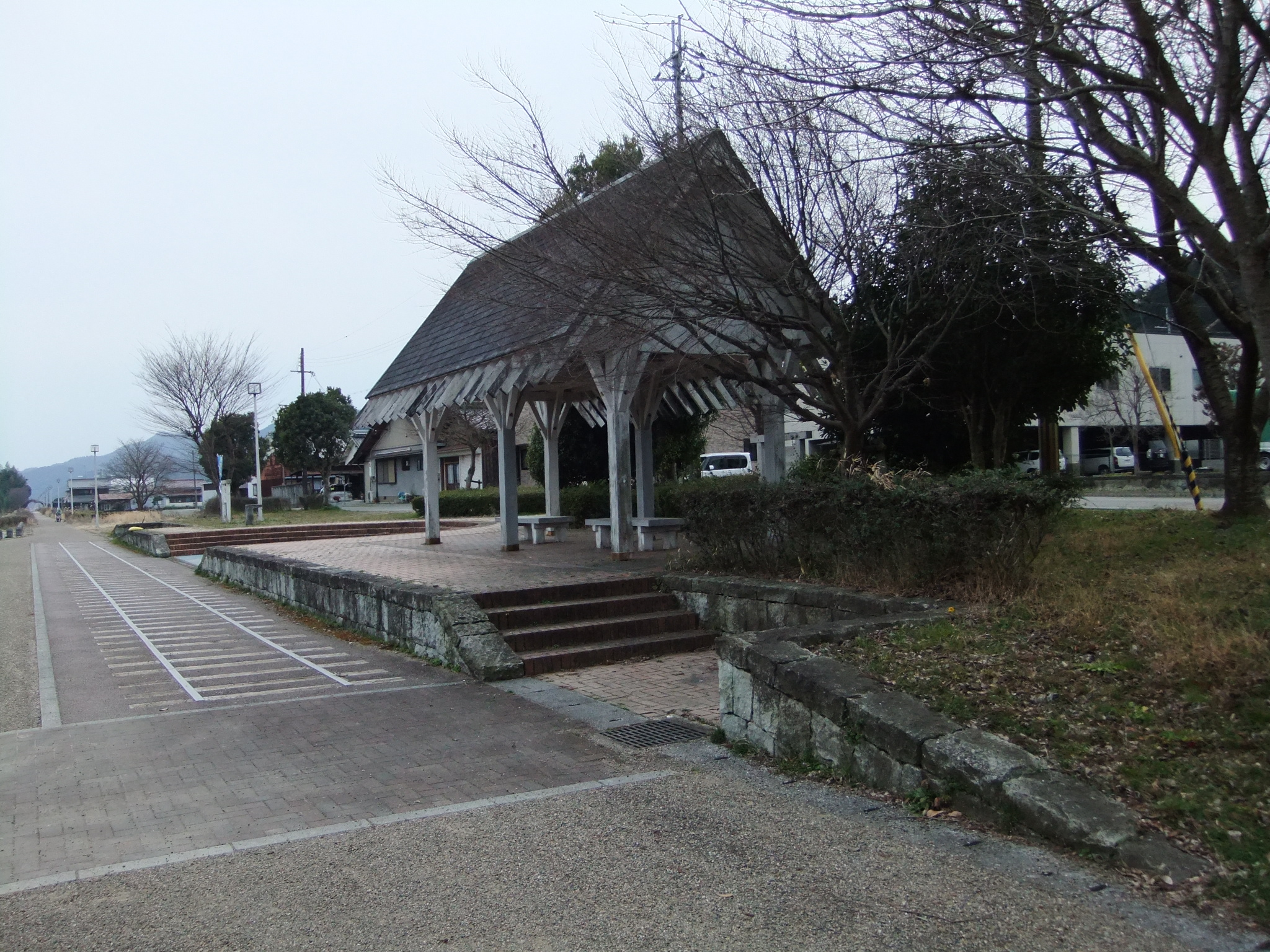
駅跡（2017年3月、日野北バイパス整備前）

駅の跡地は公園となり、ホームの一部が残されている。レールは撤去され、その跡地にはレールと枕木の模様が地面に描かれていた。その後、2019年（令和元年）11月16日に日野北バイパスが開通し、駅跡地の前をバイパス道路が通るようになったが、駅名標や東屋（四阿）はそのまま残っている。

## 隣の駅
西日本旅客鉄道（JR西日本）
鍛冶屋線
市原駅 - 羽安駅 - 曽我井駅